# Willie Polland
Willie Polland (28. juli 1934 – 12. februar 2010) var en skotsk fodboldspiller der i sin karriere spillede forsvar for Raith Rovers og Heart of Midlothian F.C.
Han begyndte sin karriere med at spille for Raith Rovers i 1955, han nåede omkring 200 kampe for klubben, før han skiftede til Heart of Midlothian F.C. i april 1961. I sin tid i Hearts, var han med til at vinde, den skotske League Cup i 1962. I alt spillede han 221 førsteholds kampe for Hearts før han vendte tilbage til Raith Rovers F.C. i marts 1967, hvor han tilbragte resten af sin karriere.
Han blev pensioneret fra fodbold i 1970, efter Raith's nedrykning fra den øverste liga.